# Juan González Cabo-Reluz
Juan González Cabo-Reluz (Tarancón, 6 de mayo de 1777-Madrid, 18 de enero de 1858) fue un teólogo, sacerdote y erudito español.

## Biografía
Estudió teología en la Universidad de Alcalá de Henares. Recibiría su ordenación sacerdotal en 1802, y posteriormente fue nombrado cura párroco de la Santísima Trinidad en Alarcón, en el obispado de Cuenca.
Sería procesado por la Inquisición por tenencia de libros prohibidos. Este proceso inquisitorial llevaría a su destierro en Tarancón.
Tras la muerte de Fernando VII, su viuda, la reina gobernadora María Cristina de Borbón contraería matrimonio desigual y secreto con un joven guardia de corps, Agustín Muñoz, nacido en Tarancón. El enlace sería oficiado por Marcos Aniano González, primo de Juan. Con la entrada de Agustín Muñoz en el entorno regio, Juan González pasaría a formar parte del Clan de Tarancón compuesto por personas cercanas al esposo de la reina gobernadora y su familia.
El 2 de junio de 1836, cuando desempeñaba el cargo de segundo bibliotecario de la Biblioteca Real (antecedente de la Biblioteca Nacional) sería nombrado preceptor de Isabel II y su hermana, la infanta Luisa Fernanda. Desarrollaría este último cargo hasta 1840, en el momento en que María Cristina se vio obligada a dejar la regencia en manos de Espartero. Sería sustituido por Manuel José Quintana.
Moriría en Madrid el 18 de enero de 1858.

## Órdenes y empleos

### Órdenes
- Caballero gran cruz de la Orden de Isabel la Católica. (26 de enero de 1844)[4]

### Cargos
- Senador por la provincia de Cuenca (1844)
- Académico de la Real Academia Española, sillón O. (21 de enero de 1841)[5]
- Miembro del Real Consejo de Instrucción Pública (Sección 3. ª Ciencias eclesiásticas).[6]
- Vocal de la Cámara del Real Patronato.[7]
- Decano de la Facultad de Teología de la Universidad Central.[8]

### Individuales
1. ↑  Redacción SER Cuenca (25 de abril de 2019). «Las peripecias de un cura de Cuenca en la Guerra de la Independencia». Cadena SER. Consultado el 24 de octubre de 2023.
2. ↑  Tomás, Dionisio A. Perona (23 de noviembre de 2022). Procedimiento y procesos en la Inquisición de Cuenca en sus últimos años. ESIC. pp. 465-466. ISBN 978-84-1122-764-3. Consultado el 24 de octubre de 2023.
3. ↑  López Serrano, Matilde (1947). «Comienzos de Bretón como bibliotecario». Berceo (2): 7-10. ISSN 0210-8550. Consultado el 24 de octubre de 2023.
4. ↑  «Guía de forasteros en Madrid para el año de 1856». Guía de forasteros en Madrid: 152. 1856.
5. ↑  «Guía de forasteros en Madrid para el año de 1856». Guía de forasteros en Madrid: 540. 1856.
6. ↑  «Guía de forasteros en Madrid para el año de 1856». Guía de forasteros en Madrid: 524. 1856.
7. ↑  «Guía de forasteros en Madrid para el año de 1856». Guía de forasteros en Madrid: 210. 1856.
8. ↑  «Guía de forasteros en Madrid para el año de 1856». Guía de forasteros en Madrid: 534. 1856.